# Homosexualität in Botswana

Geografische Lage von Botswana

Homosexualität ist in Botswana seit 2019 legal, wenn auch in Teilen der Gesellschaft tabuisiert. Unter den afrikanischen Staaten ist es jedoch eines der Tolerantesten im Umgang mit Homosexualität, knapp die Hälfte der Bevölkerung gibt an, keine Probleme mit Homosexuellen zu haben und sich nicht daran zu stören.

## Legalität
Seit dem 11. Juni 2019 sind gleichgeschlechtliche sexuelle Handlungen in Botswana nicht mehr strafbar. Homosexuelle Handlungen wurden bis dahin in Botswana strafrechtlich nach Artikel 164 des Strafgesetzbuches mit Haftstrafen bis sieben Jahren geahndet. 2016 erfolgte noch eine Verurteilung aufgrund dieses Artikels, die jedoch angefochten wurde. Im November 2017 wurde die Verfassungsklage eines Studenten gegen Artikel 164 zur Verhandlung vor dem High Court von Botswana angenommen. 2019 schließlich entschied der High Court, dass das Gesetz geändert werden müsse. In der Begründung wurde angegeben, dass Homosexualität kein Modetrend, sondern angeboren sei, sowie dass die Kriminalisierung und die Stigmatisierung bei LGBT-Menschen die Ansteckung mit HIV förderten, statt sie zu bekämpfen. Der botswanische Generalstaatsanwalt legte gegen das Urteil zur Aufhebung von Artikel 164 Berufung ein, obwohl sich Präsident Mokgweetsi Masisi für das Urteil und die Dekriminalisierung von Homosexualität aussprach. Die Berufung wurde am 29. November 2021 abgewiesen.

## Antidiskriminierungsgesetze
In Bezug auf den Kündigungsschutz ist eine Diskriminierung aufgrund der sexuellen Orientierung seit 2010 verboten.

## Anerkennung gleichgeschlechtlicher Paare
Gleichgeschlechtliche Paare werden weder im Wege der Eingetragenen Partnerschaft noch im Rahmen einer Gleichgeschlechtlichen Ehe anerkannt.

## Gesellschaftliche Situation
Eine homosexuelle Community gibt es nur in kleinem Umfang in der Hauptstadt Gaborone. Die LGBT-Organisation LEGABIBO setzt sich für eine Legalisierung homosexueller Handlungen im Lande ein.